# Andrius Šatevičius

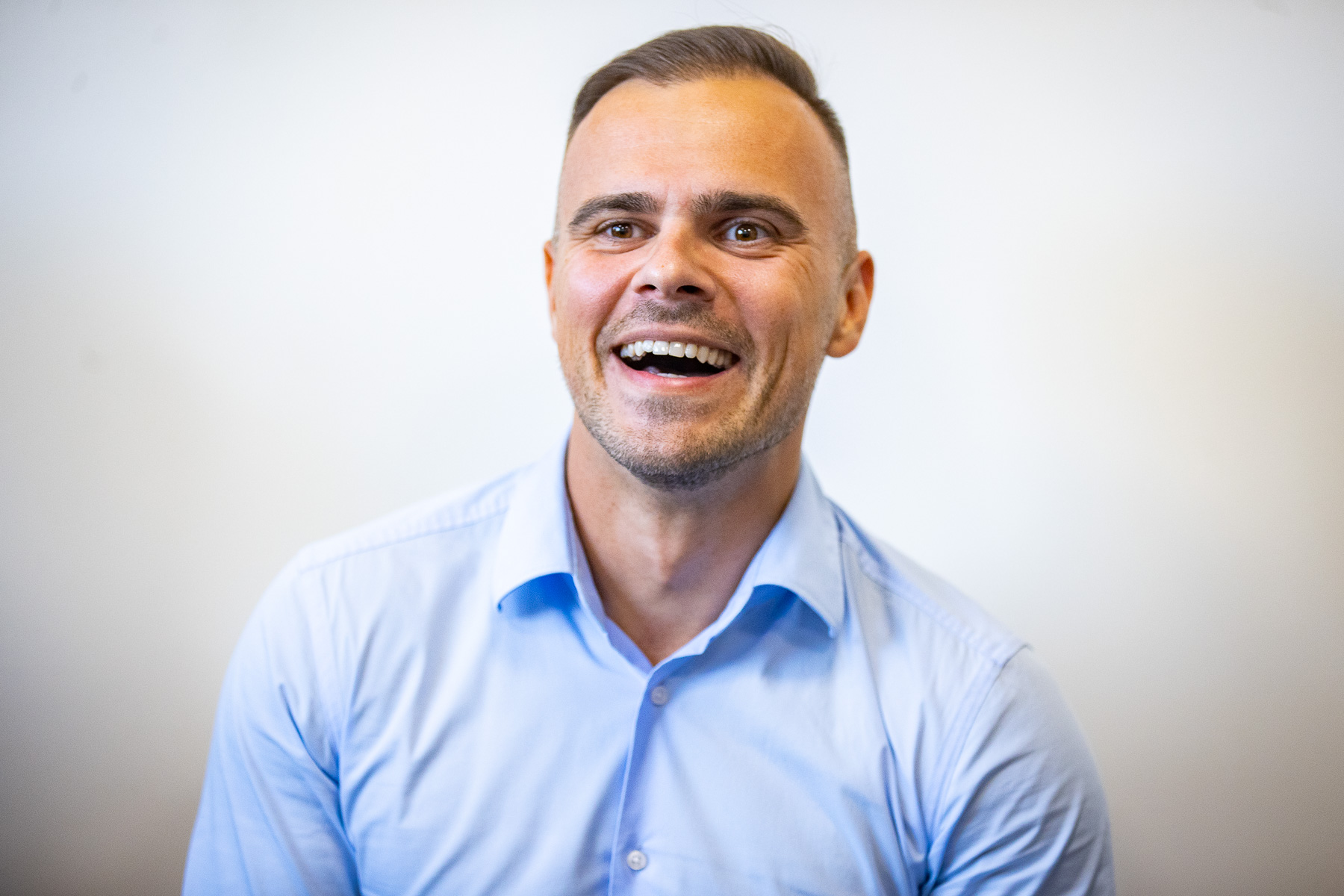
Andrius Šatevičius

Andrius Šatevičius (*   11. April 1991 in Trakai) ist ein litauischer Politiker, Bürgermeister der Rajongemeinde Trakai.

## Leben
Nach dem Abitur 2009 am Gymnasium Lentvaris absolvierte Šatevičius von 2009 bis 2013 das Business and Administration Studium des Berufsbachelors mit der Fachrichtung Finanzen an der Internationalen Hochschule für Recht und Wirtschaft und 2017 das Bachelorstudium der Sonderpädagogik an der Universität Šiauliai in Šiauliai.
Von 2012 bis 2013 war er Sozialarbeiter im Kinderheim Lentvaris und von 2013 bis 2015 Sozialpädagoge am Gymnasium Lentvaris. Von 2015 bis 2017 war er  Koordinator der Jugend der Verwaltung der Rajongemeinde Trakai. Von 2017 bis 2019 leitete er als amtierender Direktor den Pädagogisch-psychologischen Dienst der Verwaltung Trakai. 2019 war er Ratsmitglied der Rajongemeinde. 2020 leitete er als Direktor die Verwaltung der Rajongemeinde. Seit Oktober 2021 ist er Bürgermeister von Trakai. 2023 wurde er wiedergewählt.

## Privates
Šatevičius ist verheiratet und hat einen Sohn.